# لاميون فريماني
لاميون فريماني (الاسم العلمي: Lamium vreemanii) هو نوع من النباتات يتبع جنس اللاميون من الفصيلة الشفوية.